# Cis cognatissimus
Cis cognatissimus es una especie de coleóptero de la familia Ciidae.

## Distribución geográfica
Habita en Hawái.